# Domingos Paciência
Domingos José Paciência Oliveira, genannt Domingos (* 2. Januar 1969 in Leça da Palmeira), ist ein ehemaliger portugiesischer Fußballspieler und jetziger Fußballtrainer.

## Spielerkarriere
Domingos begann seine Karriere beim FC Porto, wo er ab 1987 zum Kader der Ersten Mannschaft gehörte. Mit dem FC Porto wurde er siebenmal Landesmeister und fünfmal Pokalsieger. 1990 wurde er zum Fußballer des Jahres von Portugal gewählt und in der Saison 1995/96 wurde er Torschützenkönig der SuperLiga. Zur Saison 1997/98 wechselte er auf die Kanaren zu CD Teneriffa. Jedoch konnte Domingos sein Können dort nicht unter Beweis stellen und ging nach zwei Jahren nach Porto zurück. Bei den Fans beliebt und geliebt, konnte Domingos letztlich nicht mehr die Leistungen früherer Zeiten erbringen und trat 2001 zurück.
Mit der portugiesischen Fußballnationalmannschaft nahm Domingos an der Fußball-Europameisterschaft 1996 teil. Bei drei Einsätzen schoss er dort ein Tor.

## Trainerkarriere
Nach dem Ende seiner aktiven Karriere wurde er Fußballtrainer. So betreute er zunächst verschiedene Jugendteams und später die Reserve des FC Porto und gründete zusammen mit seinem ehemaligen Mannschaftskameraden Rui Barros eine Fußballschule in Matosinhos. In der Saison 2006/07 war er Trainer von União Leiria. Vom 12. September 2007 bis zum Ende der Saison 2008/09 war er Trainer von Académica Coimbra und wechselte dann zu Sporting Braga. 2011 erreichte er mit Braga das Finale der UEFA Europa League.
Zur Saison 2011/12 wechselte er zu Sporting Lissabon. Dort arbeitete er jedoch nicht lang und wurde nur ein halbes Jahr nach seiner Anstellung, am 13. Februar 2012 wegen Erfolglosigkeit entlassen. In seine Amtszeit als Trainer von Sporting Lissabon fiel unter anderem das Erreichen des Endspiels im portugiesischen Fußballpokal sowie das Vordringen in die dritte Runde der UEFA Europa League 2011/12.
An Silvester 2012 wurde Domingos vom spanischen Club Deportivo La Coruña bis zum Saisonende verpflichtet, trat aber am 11. Februar 2013 nach einer Serie von Misserfolgen wieder zurück.
Am 17. Januar 2014 wurde bekannt, dass Domingos neuer Trainer beim türkischen Erstligisten Kayserispor wird und einen Vertrag bis 2015 erhielt. Hier trat er bereits nach sieben Spieltagen von seinem Amt zurück.

## Erfolge/Titel

### Als Spieler
Mit dem Verein
- Portugiesischer Meister (7): 1987/88, 1989/90, 1991/92, 1992/93, 1994/95, 1995/96, 1996/97
- Portugiesischer Fußballpokalsieger (5): 1987/88, 1990/91, 1993/94, 1999/2000, 2001/02
- Portugiesischer Fußball-Supercup (6): 1991, 1992, 1994, 1995, 1999, 2000

Auszeichnungen
- Portugals Fußballer des Jahres: 1990
- Spieler des Jahres der Primeira Divisão (von der Sportzeitung A Bola vergeben): 1990
- Torschützenkönig der Primeira Divisão: 1995/96

## Persönliches
Paciências Söhne Gonçalo (* 1994) und Vasco (* 2000) sind ebenfalls Fußballspieler.